# Pornográfia

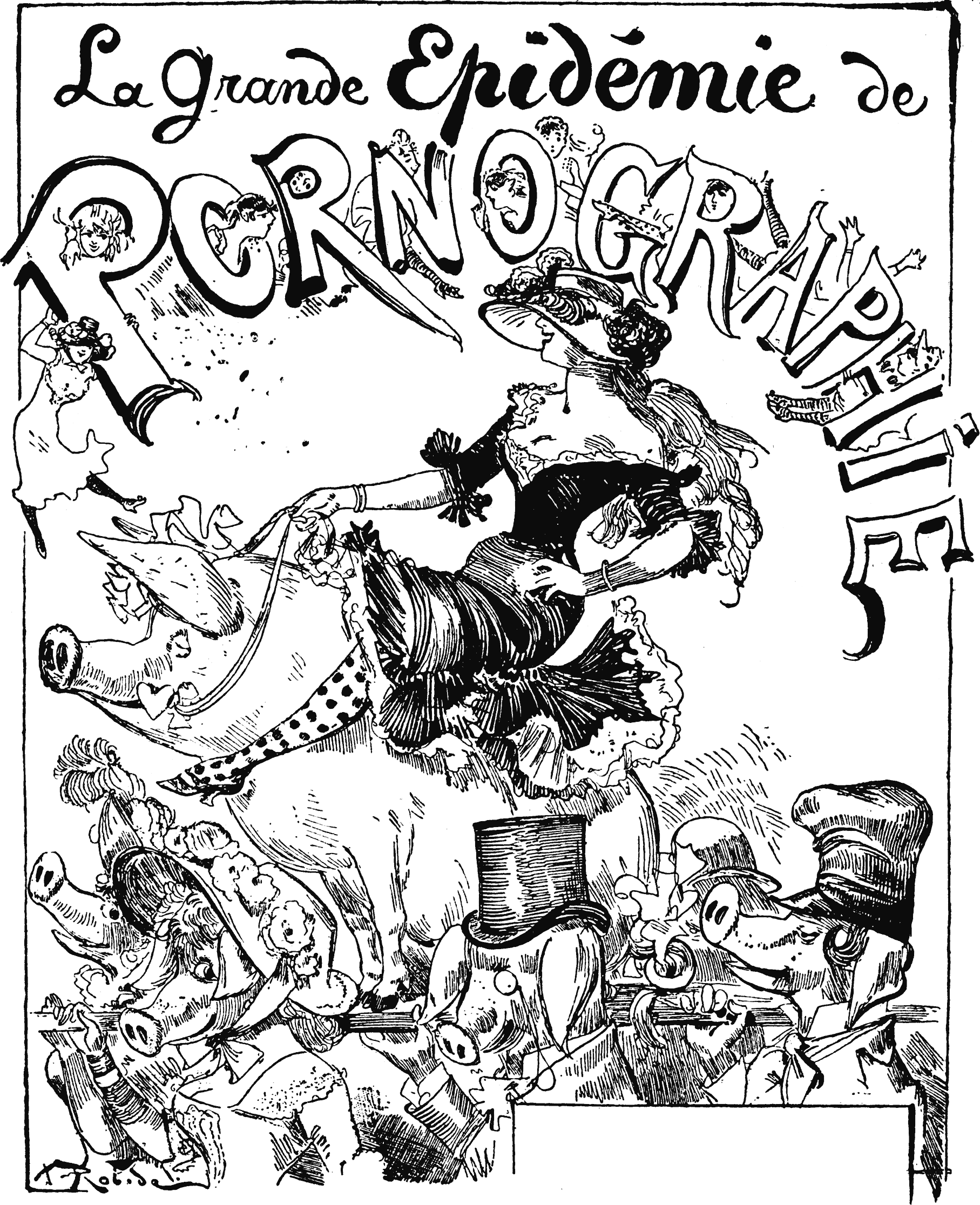
„A nagy pornográfiajárvány”. Francia karikatúra a 19. századból

A pornográfia olyan irodalmi „művet”, álló vagy mozgó képet jelöl, amelyben különféle szexuális tevékenységeket, vagy egyenesen közösülést ábrázolnak a direkt nemi izgalom elérése céljából. A kifejezés a görög πορνογραφια szóból ered, aminek jelentése: „prostituáltakról készült írás vagy rajz”.

## A pornográfia jellege
A pornográfia abban tér el az aktábrázolástól, hogy a test szépségének megjelenítése helyett a hangsúly a nemi aktus, illetve a nemi szervek közvetlen módon való megmutatásán van. Elfogadott vélemény szerint nem azonos az erotikával sem, ami hasonlóképpen nemi izgalom elérését tűzi ki célul, de a közösülés vagy a nemi szervek közvetlen („premier plán”) bemutatása nélkül. A pornográfia célja elsősorban a szexuális ábrándok, vágyak főleg vizuális manifesztációja, kvázi kiszolgálása az érdeklődők számára. Épp emiatt nem (vagy általában nem) az átlagemberek vagy a szereplők valódi szexuális szokásai nyilvánulnak meg benne, hanem amit az érdeklődők többsége a fantáziája alapján látni akar. Ennek következtében a pornográf művekben nem fordítanak nagy figyelmet azok valósággal való egyezésére (jellemzően a szereplők viselkedésénél vagy a szituációknál), minekutána azok sokszor abszurdak, hiteltelenek és/vagy közönségesek, harsányak.
A pornográf művek elsősorban heteroszexuális ábrándokat elégítenek ki, ahol rendszerint a nők tárulkoznak ki a férfiak számára, mivel a pornográfia iránt elsősorban a heteroszexuális férfiak részéről mutatkozik érdeklődés, de léteznek leszbikus, homoszexuális, BDSM és egyéb tematikájú pornográf termékek is. A célközönség miatt általában igyekeznek esztétikus megjelenésű, vonzó szereplőket alkalmazni a pornográf művekben, különösen a nők esetében, ettől csak akkor térnek el, ha egy tematikusabb mű ezt kívánja.
A pornográfia megítélése társadalomfüggő. Egyes közösségekben és korokban az elveket lazábban, máskor szigorúbban határozták meg, és így előfordulhat, hogy ami a múlt századokban pornográfnak számított (például egy felemelt szoknyájú lány, akinek látható az alsóneműje), az mára már teljesen kikerült a pornográfia köréből. Manapság a pornográfia a fejlett világ legtöbb részén elfogadott, vagy legalábbis megtűrt, legális műfaj, de szigorú szabályok vonatkoznak az erotikus és pornográf művek forgalmazására, árusítására, hogy védjék a kiskorúak fejlődését és azok nyugalmát, akiket nem érdekel a pornográfia.

## Pornográf filmgyártás
A pornószínész (vagy pornószínésznő) olyan filmszínész, aki pornográf filmekben szerepel. A pornófilmet régebben partyfilmnek is nevezték. Színészek vagy színésznők egyes filmekben meztelenül jelennek meg – gyakran csak rövidebb időre – néha akár szexuális aktust is bemutatva, ám a filmek ettől még nem minősülnek pornófilmnek, és a színészek sem pornószínésznek. Ehhez olyan szexjelenetekben kell megjelenniük, amelyekben általában közeli képek láthatóak a nemi szervekről. A legtöbb pornószínész művésznevet használ (Kyla Cole, Mandy Bright, Rita Faltoyano, Dora Venter), Lolo Ferrari, de akad kivétel is (Égerházi Zsanett, Louise Frevert, Ron Jeremy, Vivi Rau).
A pornográf filmekben – kevés kivételtől eltekintve – nem fordítanak nagy gondot a környezet kialakítására, többnyire egy kész helyszín bérlése és a pornószínészek fizetése jelenti a legnagyobb költséget, akik viszonylag alacsony díjazásért foglalkoztathatóak, és az elkészült „művek” nagy példányszámban, magas áron értékesíthetőek. A mai eltömegesedett pornóiparban új „arcokat” általában igen alacsony költséggel (újsághirdetés vagy ügynökség útján) is be lehet szerezni.
Az internet elterjedése miatt megjelent az úgynevezett webcamsex is, ami a számítógépes kamerák előtt történő szexuális vagy pornográf tevékenységeket jelenti, ez leggyakrabban maszturbáció vagy nemi aktus szokott lenni. A szereplők jellemzően amatőrök, akik pénzért végeznek különböző szexuális cselekményeket élő adásban az azt figyelők számára, de olyan amatőr szereplők is vannak, akik a saját szexuális életüket akár profi eszközökkel filmre/videóra véve osztják meg ezeket a tartalmakat erre alkalmas weboldalakon.

### Története
Pornográf ábrázolások mindig is voltak a történelemben, de a mai értelemben vett pornográfia az 1960-as években alakult ki, nem utolsósorban a szexuális forradalom hatására. Az első hivatalosan forgalmazott pornófilm a Deep Throat (Mély torok) című film volt 1972-ből, Linda Lovelace főszereplésével. A film hatalmas sikert ért el, világforgalmazásban több mint 100 millió dollárt eredményezett. Jelentős pornószínésznek számított Marilyn Chambers (Behind the Green Door), Gloria Leonard (The Opening of Misty Beethoven), Georgina Spelvin (The Devil in Miss Jones), Jeremy Cohen (The Speed Demon of Porn) és Bambi Woods (Debbie Does Dallas). Ez az időszak a pornó aranykorának számított az 1980-as évek elején. Számos pornó-színészlegenda született, mint például John Holmes, Seka, Ginger Lynn Allen, Annette Haven, Veronica Hart, Nina Hartley és Hyapatia Lee, akik ebben a korban kezdték pályafutásukat. Jenna Jameson, Tera Patrick, Briana Banks, Ariana Jollee és Silvia Saint a legismertebb pornósztár lett a kései 1990-es években és a korai 2000-es évek elején. Manapság kissé megkopott a „pornósztárság” státusza, főleg az internetes pornódömping hatására már nemigen vannak „feltűnő tehetségek”.
Az 1970-es években az Egyesült Államokban megpróbálták a pornószínészeket prostitúció vádjával bíróság elé állítani. A bíróság azonban különbséget tett a pénzért szexuális kapcsolatot létesítő és a szexuális kontaktust ábrázoló színészi játék között, amit pénzért adnak elő. Ettől függetlenül manapság is előfordul „átjárás” a két tevékenység között, jellemzően amikor egy korábban pornószínészkedéssel is foglalkozó „hölgy” később prostituáltként kínálja a szolgáltatásait – kizárólag magánszemélyként.

## Pornográf műfajok
A pornográf művek sokféle kategóriába sorolhatóak, a leggyakoribbak:
- Hetero: A hagyományos egy férfi – egy nő szituáció, mivel ez az alapfelállás, külön nem szokták jelezni, de előfordul.
- Blowjob: Ez az orális szexet jelenti, azaz a pénisz szájjal történő izgatását, közönségesebben szopásnak hívják.
- Anal: Az anális szex lényege a pénisz végbélbe történő behatolása.
- Cumshot: Ez a férfi magömlésére utal, ami a nő testére vagy máshova történik.
- Facial: Arcraélvezés, ahol a férfi a nő arcára ejakulál.
- Mouthful: Ilyenkor a férfi a nő szájába ejakulál, aki akár le is nyeli a spermát.
- Threesome: Hármas felállás, két férfi egy nővel (MMF), vagy két nő egy férfival (FFM).
- Double vagy DP: Két férfi egy nő ánuszába és vaginájába egy időben történő behatolása.
- Group: Három vagy annál több szereplő, csak az egyik vagy mindkét nemből, gyakran pl. két hetero pár.
- Gangbang: Egy nő sok férfival, vagy egy férfi sok nővel történő szexuális együttléte.
- Bukkake: Általában egy nő arcára és/vagy szájába sok férfi ejakulál, leggyakrabban közösülés nélkül.
- Creampie: Amikor a férfi a nő ánuszán vagy vagináján belül ejakulál, ezért jelent angolul krémes pitét.
- Handjob: Magyarul kézimunka, amikor kézzel vezeti a nő a férfit a kielégüléshez.
- Fingering: Angolul ujjazást jelent, ahol a férfi az ujjaival izgatja a nő nemi szervét.
- POV: Az angol „point of view” kifejezés rövidítése, személyes nézőpontot jelent, a férfi szemszögéből készült produkciókat jelöli.
- Voyeur: Kukkolásra emlékeztető beállítás.

Vannak szexuális indentitás szerinti kategóriák, mint például:
- Gay: Ez összességében a férfi homoszexuális tartalmakat jelöli.
- Lesbian: Leszbikus érintkezés nők között.
- BDSM: Alá-fölé rendelt viszony – gyakran csak szimulált – fájdalomokozással és/vagy fétistevékenységgel.
- Tranny vagy TS, esetleg Shemale vagy Ladyboy: transznemű szereplők.

Származásra:
- Asian: Ázsiai származású szereplők.
- Ebony: Afroamerikai vagy fekete bőrű szereplők, a meghatározás ezért kapta a sötét színű ébenfa után a nevét.
- Latina: Latin-Amerikai szereplők.
- Interracial: Különböző származású szereplők, pl. európai és ázsiai, vagy ázsiai és afroamerikai közös szereplése.

Életkorra:
- Teen: Tinik vagy annak látszó lányok.
- MILF: Angol rövidítése a „Mother/Mom/Mum I'd Like to Fuck”-nak, szalonképesen a vonzóbb középkorú hölgyeket jelenti.
- Mature: A szintén középkorú szereplők általánosabb jelzője.

Helyszínre:
- Nature: Szabadban, főleg természetben zajló cselekmény.
- Public: Nyilvános helyen zajló cselekmény, ahol más emberek is előfordulhatnak vagy elő is fordulnak (utca, tömegközlekedési eszköz stb.).

Még a hajszínre is létezik kategória:
- Brunette vagy Brownhair: Barna hajú hölgyek
- Blonde: Szőke hölgyek
- Redhead: Vörös hajú hölgyek

Ezeken kívül sok egyéb meghatározás van még a pornográf művek különböző kategóriáira.

## Hatásai
A pornográfia, illetve a pornográf tartalmú művek, filmek leginkább vitatott hatása az, amit az emberek magánéletére, még inkább nemi életére gyakorol. A pornográfiával kapcsolatos előítéletek leggyakrabban azok felszínes, közönséges, sokszor trágár stílusa miatt alakul ki, ezen kívül a fiatalok vagy a nemi és/vagy társas kapcsolatokban kevéssé jártas emberek számára megtévesztően hathatnak, akik erkölcsileg is sérülhetnek. Ezen emberek a „könnyen” elérhető pornóval helyettesíthetik tapasztalatlanságukat, ami miatt az a téves képzet alakulhat ki bennük, hogy a való életben is úgy működnek a társas és nemi kapcsolatok, mint a pornográf művekben. Emiatt a jövőbeli kapcsolatkezdeményezéseik és személyiségük alakulása is veszélybe vagy hátrányba kerülhetnek.
Ha azonban a néző tisztában van azzal, hogy amit lát az elsősorban csak színjáték, aminek hátterében elsősorban az üzlet és nem az ismeretterjesztés áll, a pornográfia feltehetően kevéssé fog ilyen téves hatást gyakorolni rá. Főleg ha azt is tudja, hogy a pornográfia elsősorban testi, fizikai hatásokat bemutató műfajával szemben egy valódi kapcsolatnak két ember között normális esetben a szex és a testi kapcsolatok csak egy bizonyos részét teszi ki, sok más egyéb tényező is kell egy valódi, jól működő kapcsolathoz. Fontos tehát a nevelésben, tájékoztatásban is adott esetben őszintén beszélni a pornográfiáról, nem csak tiltani vagy megbélyegezni, hanem rámutatni a megtévesztő hatásokra és ellentmondásokra.
Az is lényeges dolog, hogy a valóságban két ember valós intim helyzetében számos kisebb-nagyobb, teljesen természetes élettani (izzadás, szellentés, zsibbadás stb.) és szituációs (gyerek, háziállat váratlan megjelenése, utcai zajok stb.) tényező lehet jelen, melyek viccesen vagy zavarólag hathatnak, és amelyek a legtöbb pornográf termékből hiányoznak.
Bostonban pornóismereti órákat is indítottak fiatalkorúaknak, ahol szülői jóváhagyással pornográf tartalmakat mutatnak meg, majd ezután szakértőkkel megbeszélik a látottakat. Tapasztalatok szerint a fiatalkorúak túlnyomó többsége mindenképpen találkozik pornográf tartalmakkal felnőttkora előtt, ezért a kurzus ötletgazdái szerint jobb, ha a fiatalok ellenőrzött körülmények között néznek bele a filmekbe szakértők jelenlétében, akikkel utána átbeszélik a látottakat. Lényeges szempont a valósággal való összevetés mellett mások külső alkati megszégyenítésének, a nők tárgyiasításának, vagy a nemi erőszaknak a megvitatása.
Philip Zimbardo szociálpszichológus tanulmánya szerint az emberi agy gyorsan hozzászokik a pornográf tartalmú művek nézéséhez, majd fokozatosan egyre durvább, szélsőségesebb ingereket keltő vizuális hatások kellenek, hogy ismét izgalmi állapotba tudjon kerülni. Ez elvezethet odáig, hogy teljesen érdektelenné válik az egyén a normális szexualitással szemben. Kialakulhat pornófüggőség is, mely főleg a 21. századi internetes pornótartalmak népszerűségére vezethető vissza.

## Szabályozás
A pornográfia előállítását és forgalmazását a világ nagy részén szigorú törvények szabályozzák.
A legtöbb országban tiltott kiskorúakat vagy fiatalkorúakat ábrázoló pornográf anyag előállítása, illetve forgalmazása. Jelenleg 18 éven aluliak ilyen műben való megjelentetése, az ilyen tartalom forgalmazása Magyarországon is tilos.
Ahol a forgalmazás megengedett, ott is korlátozzák a művek bizonyos helyeken, illetve bizonyos módokon való árusítását és reklámozását. Ilyen például az iskolák, templomok környéke. Ezen törvények főképp a gyermekek szexuális fejlődését próbálják védelmezni.